# Fierville-les-Parcs
El Fierville-les-Parcs és un municipi francès situat al departament de Calvados i a la regió de Normandia. L'any 2007 tenia 225 habitants.

## Demografia

### Població
El 2007 la població de fet de Fierville-les-Parcs era de 225 persones. Hi havia 84 famílies de les quals 12 eren unipersonals (4 homes vivint sols i 8 dones vivint soles), 36 parelles sense fills, 28 parelles amb fills i 8 famílies monoparentals amb fills.
La població ha evolucionat segons el següent gràfic:
Habitants censats

### Habitatges
El 2007 hi havia 113 habitatges, 81 eren l'habitatge principal de la família, 30 eren segones residències i 2 estaven desocupats. Tots els 113 habitatges eren cases. Dels 81 habitatges principals, 67 estaven ocupats pels seus propietaris, 12 estaven llogats i ocupats pels llogaters i 2 estaven cedits a títol gratuït; 1 tenia dues cambres, 4 en tenien tres, 21 en tenien quatre i 55 en tenien cinc o més. 72 habitatges disposaven pel capbaix d'una plaça de pàrquing. A 26 habitatges hi havia un automòbil i a 52 n'hi havia dos o més.

### Piràmide de població
La piràmide de població per edats i sexe el 2009 era:
| Homes | Edats   | Dones |
| ----- | ------- | ----- |
| 0     | 95 o +  | 0     |
| 0     | 90 a 94 | 4     |
| 0     | 85 a 89 | 0     |
| 4     | 80 a 84 | 4     |
| 4     | 75 a 79 | 12    |
| 8     | 70 a 74 | 8     |
| 0     | 65 a 69 | 4     |
| 0     | 60 a 64 | 0     |
| 0     | 55 a 59 | 0     |
| 12    | 50 a 54 | 8     |
| 4     | 45 a 49 | 8     |
| 12    | 40 a 44 | 8     |
| 4     | 35 a 39 | 8     |
| 4     | 30 a 34 | 8     |
| 4     | 25 a 29 | 4     |
| 0     | 20 a 24 | 0     |
| 0     | 15 a 19 | 12    |
| 4     | 10 a 14 | 8     |
| 0     | 5 a 9   | 12    |
| 0     | 0 a 4   | 12    |

## Economia
El 2007 la població en edat de treballar era de 146 persones, 100 eren actives i 46 eren inactives. De les 100 persones actives 96 estaven ocupades (50 homes i 46 dones) i 4 estaven aturades (4 dones i 4 dones). De les 46 persones inactives 18 estaven jubilades, 18 estaven estudiant i 10 estaven classificades com a «altres inactius».

### Ingressos
El 2009 a Fierville-les-Parcs hi havia 80 unitats fiscals que integraven 223,5 persones, la mediana anual d'ingressos fiscals per persona era de 20.704 €.

### Activitats econòmiques
Dels 12 establiments que hi havia el 2007, 2 eren d'empreses de comerç i reparació d'automòbils, 1 d'una empresa d'informació i comunicació, 1 d'una empresa financera, 3 d'empreses de serveis, 1 d'una entitat de l'administració pública i 4 d'empreses classificades com a «altres activitats de serveis».
Els 2 serveis als particulars que hi havia el 2009 eren perruqueries.

## Poblacions més properes
El següent diagrama mostra les poblacions més properes.